# Rijksstad Gelnhausen

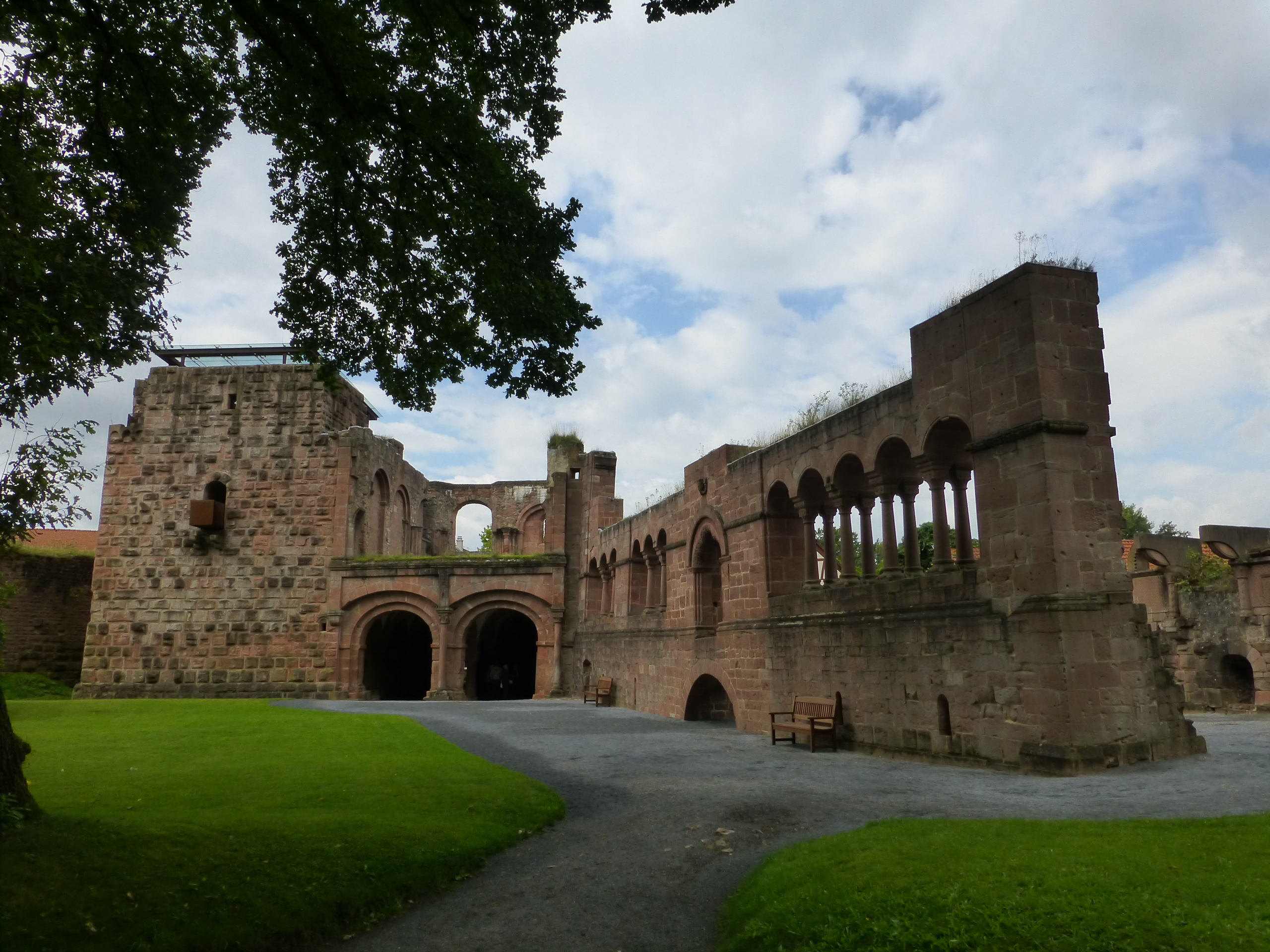
Kaiserpfalz Gelnhausen

De rijksstad Gelnhausen was een tot de Keur-Rijnse Kreits behorende rijksstad binnen het Heilige Roomse Rijk.
Het burggraafschap Gelnhausen behoorde tot de Boven-Rijnse Kreits
In 1133 wordt de nederzetting Geilenhusen voor het eerst vermeld. In 1158 komt de burcht Gelnhausen in handen van de aartsbisschop van Mainz, daarna in 1170 in die van keizer Frederik I. De Hohenstaufen stichten hier vervolgens een rijksstad en bouwen er een rijksburcht, annex palts. Gelnhausen wordt vervolgens één der belangrijkste rijkssteden. Met de ondergang van de Hohenstaufen vermindert ook het belang van de rijksstad. De positie van de stad wordt bedreigd door de graven van Hanau en Isenburg-Büdingen.
In 1349 worden de stad en de burcht door keizer Karel IV verpand aan de graaf van Schwarzburg-Hohenstein. Dit betekent het begin van een steeds verder teruglopende van de vrijheid van de rijksstad. In 1435 volgt een nieuwe verpanding, nu aan de keurvorst van de Palts en de graaf van Hanau.
De reformatie wordt omstreeks 1540 ingevoerd, maar wel in overleg met de pandheren. In 1549 start er een proces bij het rijkskamergerecht over de rijksvrije rechten van de stad. Tijdens de Dertigjarige Oorlog (1618-1648) komt er een eind aan het het gerecht van de burcht en het ambt van burggraaf. De pandheren Keur-Palts en Hanau beperken in 1708 met geweld de vrijheden van de stad.
Na het uitsterven van de graven van Hanau in 1736 valt hun graafschap en dus ook het pandschap aan de landgraven van Hessen-Kassel. Het laatste restje rijksvrijheid verdwijnt nu praktisch, hoewel de keizer in 1734 en 1769 de rijksvrijheid van de stad bevestigt. In 1745 wordt de onderworpen aan de pandheren en een jaar later verkoopt het keurvorstendom van de Palts zijn rechten aan het landgraafschap Hessen-Kassel, zodat er nog maar één pandheer is.
Op het pandheerlijke ambtshuis resideert sinds 1654 een zijtak van het huis Palts-Birkenfeld, die dus bekendstaat onder de naam Palts-Gelnhausen. Deze tak voert in de negentiende eeuw de titel hertog in Beieren.
Formeel komt het einde door de Reichsdeputationshauptschluss van 25 februari 1803. In paragraaf 7 wordt Hessen-Kassel de stad Gelnhausen toegewezen. Opmerkelijk genoeg wordt Gelnhausen geen rijksstad genoemd.